# Charles T. Tart
Charles T. Tart, né le 29 avril 1937 à Morrisville en Pennsylvanie et mort le 5 mars 2025, est un psychologue et parapsychologue américain.

## Biographie
Charles Tart est connu pour ses recherches sur la nature de la conscience, en particulier les états de conscience modifiés, et pour ses enquêtes parapsychologiques,,. Il est considéré comme un des fondateurs de la psychologie transpersonnelle.
Charles Tart a tout d'abord étudié l'électrotechnique au Massachusetts Institute of Technology avant de s'orienter vers la psychologie. Après un doctorat en 1963 à l'université de Caroline du Nord à Chapel Hill, il participa à des recherches sur l'hypnose sous la direction du professeur Ernest R. Hilgard à l'université Stanford. Il enseigna la psychologie de 1966 jusqu'à sa retraite en 1994 à l'université de Californie à Davis. Il est depuis membre de l'Institut de psychologie transpersonnelle à Palo Alto, en Californie. Il fut le premier détenteur du Bigelow Chair of Consciousness Studies à l'université du Nevada à Las Vegas.

## Principales publications
- Altered States of Consciousness (1969),  (ISBN 0-471-84560-4)
- Transpersonal Psychologies (1975)
- On Being Stoned: A Psychological Study of Marijuana Intoxication (1971)
- States of Consciousness (1975)
- Symposium on Consciousness (1975) avec P. Lee, R. Ornstein, D. Galin & A. Deikman
- Learning to Use Extrasensory Perception (1976)
- Psi: Scientific Studies of the Psychic Realm (1977)
- Mind at Large: Institute of Electrical and Electronic Engineers Symposia on the Nature of Extrasensory Perception (1979, avec Harold E. Puthoff & Russell Targ)
- Waking Up: Overcoming the Obstacles to Human Potential (1986)
- Open Mind, Discriminating Mind: Reflections on Human Possibilities (1989)
- Living the Mindful Life (1994), préface Sogyal Rinpoché
- Body Mind Spirit: Exploring the Parapsychology of Spirituality (1997)
- Mind Science: Meditation Training for Practical People (2001)
- States of Consciousness (2001)  (ISBN 0-595-15196-5)

### En français
- Le spirituel est-il réel ? : le psychologue, la science et l'extraordinaire, InterEditions, 2010
- Le psychologue, la science et l'extraordinaire : une introduction à la parapsychologie, InterEditions, 2012